# Prachatice
Prachatice (en allemand : Prachatitz) est une ville de la région de Bohême-du-Sud, en République tchèque, et le chef-lieu du district de Prachatice. Sa population s'élevait à 11 119 habitants en 2025.
En raison de sa situation sur le sentier d'or, une route importante reliant Prague et la région de Bohême à Passau sur le Danube, la ville historique est devenue un important centre économique au Moyen Âge.

## Géographie
Prachatice se situe dans les contreforts de la forêt de Bohême (Šumava), dans le sud de la région historique de Bohême. Le centre-ville se trouve à 36 km à l'ouest de České Budějovice et à 123 km au sud-sud-est de Prague.
La commune est limitée par Dvory, Husinec et Těšovice au nord, par Žernovice et Nebahovy à l'est, par Chroboly au sud-est, par Zbytiny au sud, et par Záblatí et Zábrdí à l'ouest.

## Histoire
Selon la légende, une première église chrétienne y a été consacrée par l'évêque Adalbert de Prague au Xe siècle et placée sous l'égide des moines de Vyšehrad. L'endroit il-même fut mentionné pour la première fois en 1010 dans un acte déterminant la route de Passau à Bohême, délivré par Henri II, roi des Romains. En vertu de l'acte de donation du roi Vratislav II de Bohême promulgué en 1088, les domaines devinrent la propriété des chanoines de la collégiale de Vyšehrad. 
Située sur le sentier d'or, Pragaticih a dû servir d'entrepôt pour les marchandises. Fondée par les seigneurs de Vitějovice, la ville s'enrichit rapidement en stockant et en vendant le sel, également appelé l'or blanc. Le 29 octobre 1323, le roi Jean Ier de Bohême a accordé aux citoyens une partie des revenus du commerce sur la route du sel. Prachatice connait son âge d'or au moment de la Renaissance avant d'être, comme beaucoup de villes de Bohême, durement affectée par la guerre de Trente Ans.
Jusqu'à la fin de la Première Guerre mondiale, la ville (au nom bilingue de Prachatitz - Prachatice) fait partie de la monarchie autrichienne (empire d'Autriche), puis Autriche-Hongrie (Cisleithanie après le compromis de 1867), chef-lieu du district de même nom, l'un des 94 Bezirkshauptmannschaften en Bohême. Le nom Prachatitz seul est utilisé jusqu'à la fin du XIXe siècle.
Cette ville est majoritairement allemande jusqu'aux décrets Beneš de 1945.

## Population
Recensements (*) ou estimations de la population :
| 1869* | 1880* | 1890* | 1900* | 1910* | 1921* |
| ----- | ----- | ----- | ----- | ----- | ----- |
| 4 911 | 5 682 | 5 363 | 5 573 | 5 779 | 5 482 |

| 1930* | 1950* | 1961* | 1970* | 1980*  | 1991*  |
| ----- | ----- | ----- | ----- | ------ | ------ |
| 5 926 | 5 130 | 5 381 | 7 100 | 10 354 | 11 805 |

| 2001*  | 2011*  | 2016   | 2017   | 2018   | 2019   |
| ------ | ------ | ------ | ------ | ------ | ------ |
| 11 843 | 11 203 | 11 055 | 10 943 | 10 917 | 10 874 |

| 2020   | 2021*  | 2022   | 2023   | 2024   | 2025   |
| ------ | ------ | ------ | ------ | ------ | ------ |
| 10 840 | 10 440 | 10 588 | 11 211 | 11 250 | 11 119 |

## Administration
La commune se compose de douze sections :
- Kahov
- Libínské Sedlo
- Městská Lhotka
- Oseky
- Ostrov
- Perlovice
- Podolí
- Prachatice I
- Prachatice II
- S tádla
- Staré Prachatice
- Volovice

## Personnalités
- John Neumann (1811-1860), premier saint américain
- Josef Messner, écrivain
- Irma Krützner, écrivain et poète, y a vécu entre 1915 et 1946
- Jiří Paroubek (né en 1952), premier ministre, y a fait son service militaire
- Adolf Zika, photographe
- Stanislav Jungwirth (1930-1986), athlète
- Stefan Weinfurter (1945-2018), médiéviste est né dans la commune
- Jan Hus est né à Husinec, près de Prachatice

## Jumelages
- Rahatchow (Biélorussie)
- Impruneta (Italie)
- Terra del Sole (Italie)
- Ignalina (Lituanie)
- Zvolen (Slovaquie)
- Grainet (Allemagne)
- Waldkirchen (Allemagne)
- Mauthausen (Autriche)
- Pont-du-Château (France)

## Transports
Par la route, Prachatice se trouve à 37 km de Strakonice, à 45 km de Ceské Budejovice et à 156 km de Prague.